# Maranta pohliana
Maranta pohliana är en strimbladsväxtart som beskrevs av Friedrich August Körnicke. Maranta pohliana ingår i släktet Maranta och familjen strimbladsväxter. Inga underarter finns listade.